# Ataque aéreo en Slóviansk de 2023
El ataque aéreo en Slóviansk ocurrió el 14 de abril de 2023, durante el Viernes Santo del cristianismo ortodoxo, un misil ruso S-300 golpeó edificios residenciales en la parte aun bajo dominio ucraniano del óblast de Donetsk, durante la invasión rusa de Ucrania.

## Descripción
El número de víctimas fue el de 15 civiles muertos y 24 heridos. Mientras que 34 edificios de apartamentos, edificios administrativos y tiendas resultaron dañados por las explosiones.
El presidente de Ucrania, Volodímir Zelenski, condenó el ataque y señaló que muestra la crueldad de Rusia, ya que se llevó a cabo durante la festividad religiosa de la Pascua ortodoxa.